# Hypervolämie
Als Hypervolämie bezeichnet man die Erhöhung des Volumens des zirkulierenden, also sich im Blutkreislauf befindlichen Blutes. Sie ist das Gegenteil der Hypovolämie.
Sie tritt pathologisch vor allem bei der sog. Hyperhydratation, also einem Überschuss an Gesamtkörperwasser auf und kann auch eine Nebenwirkung beim Empfang einer Bluttransfusion sein. Durch Einschränkung der transfundierten Menge Blut auf 1 ml pro Kilogramm Körpergewicht und Stunde kann dieser Nebenwirkung vorgebeugt werden.
Während der Schwangerschaft kann eine Hypervolämie auch physiologisch auftreten.

## Diagnostik
Die Diagnostik bei Hypervolämie erfolgt primär klinisch. Typisch sind Ödeme und Aszites bei einer portalen Hypertension sowie eine Halsvenenstauung. Gegebenenfalls treten pulmonale Rasselgeräusche als Hinweis auf eine pulmonale Stauung auf. Der Blutdruck hingegen ist nicht als verlässlicher Parameter anzusehen. Das fehlen eines physiologischen inspiratorischen Kollaps der Vena cava inferior in der Ultraschalluntersuchung weist auf eine Hypovolämie hin. Ein Lungenödem zeigt sich ebenfalls durch die Ultraschalluntersuchung.
In der klinischen Chemie zeigen sich bei einer Hypervolämie meist niedrige Werte Hämatokrit, Kreatinin und Harnstoff im Serum.

## Therapie
Therapeutisch werden unterschiedliche Klassen von Diuretika eingesetzt, die die Filtration und Harnausscheidung steigern. Bei einer fortgeschrittener Niereninsuffizienz, und damit einhergehendem Mangel an natürlicher Filtrationsleistung ist die maschinelle Flüssigkeitselimination durch Dialyse essenziell.